# Зрново
Зрново (грч. Κάτω Νευροκόπι, Като Неврокопи) је насељено место и седиште истоимене општине у периферији Источна Македонија и Тракија, Грчка. Према попису из 2021. године било је 1.855 становника.
Према бугарском географу и историчару, Василу Канчову, у Зрнову је 1900. године живело 1.950 Словена хришћана и 170 Турака (Словени муслинани). Током Првог светског рата село је настрадало и део мештана је избегао, тако је после рата остало 1.186 житеља. Године 1923. преостало муслиманско становништво је принудно исељено у Турску и 440 православних у Бугарску, а на њихово место је насељено 120 грчких избегличких породица, укупно 506 особа. На попису из 1928. године Зрново је мешовито насеље са 2.268 становника. После Другог светског и Грчког грађанског рата велики број словенских породица и појединаца је био приморан да избегне у Бугарску, одакле је већина 1946. године прешла у Југославију (СР Македонија).  Избегло словенско становништво је насељено у местима Гоце Делчев и околина, Пловдив, Пазарџик и околина Јамбола (Бугарска) и претежно Штип (Југославија).